# 앨릭스 존슨
앨릭스 존슨(Alexz Johnson, 1986년 11월 4일 ~ )는 캐나다의 가수 및 배우이다.